# Delias ligata
Delias ligata é uma borboleta da família Pieridae. Foi descrita por Walter Rothschild em 1904. É endémica da Nova Guiné.
A envergadura é de cerca de 45-52 milímetros.

## Subespécies
- D. l. ligata (planalto central, Papua Nova Guiné)
- D. l. weylandensis Joicey & Talbot, 1922 (montanhas de Weyland, Irian Jaya)
- D. l. Dealbata Talbot, 1928 (Montanhas Arfak, Irian Jaya)
- D. l. Interpolar Roepke, 1955 (Monte Sigi, Irian Jaya)